# Bernardo de Pace
Bernardo de Pace (San Ferdinando di Puglia, 1886 – Brooklyn, 1966) è stato un musicista e attore italiano naturalizzato statunitense.
Soprannominato "the Wizard of the Mandolin", fu un attore di vaudeville degli anni venti.

## Biografia
All'età di undici anni vinse un concorso internazionale per mandolino solista che gli consentì di esibirsi in varie città europee e davanti al sultano della Turchia, all'imperatore Wilhelm II e allo zar Nicholas.
Per molti anni, fu mandolino solista al Metropolitan Opera e si esibì in spettacoli di vaudeville. Alcune sue esibizioni furono registrate con il sistema Vitaphone: una nel 1927 dalla Warner Bros., Bernardo de Pace: The Wizard of the Mandolin, reperibile nel DVD The Jazz Singer (2007); e altre due, risalenti al 1929, dalla MGM.
De Pace ha registrato anche una serie di canzoni del repertorio tradizionale italiano.

## Discografia
- 1924 – Bernardo de Pace, Hungarian lustspiel, Victor
- 1924 – Bernardo de Pace, Neapolitan mazurka, Victor
- 1924 – Fratelli de Pace, Mazurka napoletana, Victor
- 1924 – Bernardo de Pace, Diavoli rossi polka, Victor
- 1924 – Fratelli de Pace, Serenata espanola, Victor
- 1924 – Fratelli de Pace, La Paloma, Victor
- 1924 – Bernardo de Pace, William Montague, Harry Lauder, Love makes the world a merry-go-round, Victor
- 1927 – Bernardo de Pace, La capricciosa, Victor
- 1927 – Bernardo de Pace, Souvenir, barcarolle, humoresque, Victor
- 1927 – Bernardo de Pace, Mattino, pomeriggio e sera a Vienna, Victor
- 1927 – Bernardo de Pace, Neapolitan caprice, Victor
- 1928 – Bernardo de Pace e Nicola de Pace, Meditation, Victor
- 1928 – Bernardo de Pace e Nicola de Pace, Take and give, Victor
- 1928 – Bernardo de Pace e Nicola de Pace, The bridal rose : Overture, Victor
- 1928 – Bernardo de Pace e Nicola de Pace, Silver bells, Victor

## Filmografia

### Attore
- Bernardo De Pace, The Wizard of the Mandolin Plays Morning, Noon and Night in Vienna (Warner Brothers, 1927)
- Bernardo De Pace, The Wizard of the Mandolin Plays Caprice Viennois (and Others) (MGM, 1929)
- Bernardo De Pace, The Wizard of the Mandolin Plays Thaïs (and Others), (MGM, 1929)

## Teatro

### Attore
- George White's Scandals (1926), regia di George White, (Broadway, 14 giugno 1926 - 18 giugno 1927)